# Providencia (Sitio de Memoria)
Providencia es un inmueble que fue utilizado por agentes de la dictadura militar chilena, en la ciudad de Antofagasta en la Segunda Región de Chile. Fue usado en una primera etapa por agentes de la Dirección de Inteligencia Nacional (DINA), después por la Central Nacional de Informaciones (CNI) como un lugar de detención y tortura de opositores a la dictadura. En el año 2016 el recinto fue declarado Monumento Histórico.

## Historia del recinto durante la dictadura
El origen de este inmueble fue religioso. Construido por la Congregación de las Hermanas de la Providencia, de ahí su nombre original, fue durante años el Pensionado Bernarda Morín. En 1973, luego del golpe militar fue expropiado, por lo que el recinto fue ocupado por Carabineros de Chile. Desde 1973 hasta la actualidad ha sido usado por funcionarios de la institución en diversas funciones. Durante los años de la dictadura, entre 1973 y 1986, fue ocupado además por los agentes de seguridad de la DINA, como luego de la CNI, como un centro clandestino de detención. Existen testimonios de ex presos políticos que lo señalan como un recinto clandestino de detención y torturas. Siendo uno de los 42 recintos la Región de Antofagasta que fueron reconocidos por el Informe de la Comisión Nacional sobre Prisión Política y Tortura. Se denunció que por este recinto pasaron cerca de cien detenidos, en su mayoría hombres de diversos partidos políticos de la oposición. Testimonios de prisioneros señalaron que fueron interrogatorios, como permanecieron largas horas, incomunicados además privados de agua y alimento.
El Informe Valech, relató testimonios de ex presos políticos que estuvieron en este recinto, como el testimonio de un detenido en el año 1975:

“Hombre, detenido en junio de 1975. Relato de su reclusión en el recinto de la DINA de la ex iglesia Divina Providencia, Antofagasta, II Región: Esa noche me llevaron a presenciar cómo interrogaban a otro compañero. Lo tenían tendido y amarrado a un somier de alambre y lo instaban a reconocerme, al no hacerlo éste, le aplicaban descargas eléctricas”.

## Exigencia de que el recinto sea un Sitio de Memoria
En el año 2004 se publicó el Informe de la Comisión Nacional sobre Prisión Política y Tortura, Informe Valech. Este informe entregó un relato sobre casos de violaciones a los derechos humanos en relación con las víctimas sobrevivientes de la dictadura. Se hizo un listado de víctimas. Además se comprobó la institucionalidad de la práctica de la prisión política al realizar un listado de recintos de reclusión política en todo Chile. El recinto de la Providencia fue incluido en el listado de recintos de la Segunda Región. En relación con el recinto de la Providencia el Informe Valech denunció que:

“Recinto DINA-CNI ex Iglesia Divina Providencia, Antofagasta Hay denuncias de que este lugar se utilizó desde 1973 hasta 1986. Consta en los testimonios que, durante todo el tiempo que funcionó, aquí estuvieron numerosos detenidos en esos años. En el año 1979 se registraron detenciones practicadas en operativos conjunto de Carabineros, militares y civiles. La mayor cantidad de detenidos se observó los años 1973 a 1975. Posteriormente se detectó un leve aumento los años 1980, 1981 y el año 1984”.

Luego de la denuncia del recinto de parte del Informe Valech, ex presos políticos de la Segunda Región, familiares de detenidos en ese recinto, como miembros de agrupaciones de derechos humanos, se reunieron en una agrupación. El objetivo fue exigir al Estado la recuperación del inmueble como un lugar de Memoria para la ciudad de Antofagasta. Por lo que unidos en un colectivo formaron la Agrupación por la Memoria Histórica Providencia – Antofagasta. Esta agrupación presentó la información requerida al Consejo de Monumentos Nacionales, que a través del decreto n° 299, declaró el 7 de noviembre de 2016 al recinto de Providencia como un Monumento Histórico.
A pesar de que este recinto fue declarado por el Estado como un Monumento Histórico, la institución de carabineros sigue ocupando el recinto. La Agrupación por la Memoria Histórica Providencia – Antofagasta, tiene en sus objetivos el traspaso del recinto para que este inmueble sea un Sitio de Memoria, como un Centro Cultural para la ciudad de Antofagasta. En el año 2019, se conmemoró el Día del Patrimonio Nacional en el recinto. Se permitió la realización de visitas al inmueble. El recinto se abrió a la comunidad sólo para esta fecha pudiendo los miembros de la Agrupación realizar visitas guiadas para informar al público antofagastino sobre la historia del inmueble.